# Северный корпус Десятинного монастыря
Северный корпус Десятинного монастыря — памятник архитектуры. Расположен в Великом Новгороде на территории Десятинного монастыря, современный адрес дома — Десятинная улица, 18, корпус 3, 3А.
На северной границе монастыря в качестве ограды в 1814 году был построен восточный одноэтажный каменный корпус. К 1884 году он обветшал, и на его месте было построено сначала одно, а в 1895 году и второе стоящее в одну линию полукаменное здание с кельями. В 1981 году они были отреставрированы (без участия реставраторов) с объединением зданий вставкой и заменой деревянных этажей на каменные. До 1994 года здание занимали творческие художественные мастерские, затем его занял Новгородский областной учебно-производственный Центр художественного творчества, а с ноября 2002 года в корпусе располагается Государственный музей художественной культуры Новгородской земли.